# Santa Catarina, Copainalá
Santa Catarina är en ort i Mexiko.   Den ligger i kommunen Copainalá och delstaten Chiapas, i den sydöstra delen av landet, 700 km öster om huvudstaden Mexico City. Santa Catarina ligger 632 meter över havet och antalet invånare är 456.
Terrängen runt Santa Catarina är kuperad åt sydväst, men åt nordost är den bergig. Runt Santa Catarina är det ganska tätbefolkat, med 58 invånare per kvadratkilometer. Närmaste större samhälle är Copainalá, 9,3 km sydost om Santa Catarina. I omgivningarna runt Santa Catarina växer huvudsakligen savannskog.